# Забор'є (Сарапульський район)
Забо́р'є (рос. Заборье) — присілок в Сарапульському районі Удмуртії, Росія.
Урбаноніми:
- вулиці — Дачна, Зелена, Лісова

## Населення
Населення становить 66 осіб (2010, 68 у 2002).
Національний склад (2002):
- росіяни — 85 %